# Wesley Ponsen
Wesley Ponsen (17 oktober 1987) is een Nederlandse volkszanger.

## Discografie
| Single                              | Jaar van verschijnen |
| ----------------------------------- | -------------------- |
| Vertel me nu maar eens je naam      | 2008                 |
| Is het alweer zo laat               | 2010                 |
| Leven zonder jou                    | 2010                 |
| Laat mij maar gaan                  | 2011                 |
| Ik kan met jou het leven aan        | 2012                 |
| Ik ben zo eenzaam                   | 2012                 |
| Bruine ogen huilen niet             | 2012                 |
| Laat mij maar gaan (remix)          | 2013                 |
| Zijn het je woorden                 | 2013                 |
| Een leven zonder jou                | 2014                 |
| Waar moet ik heen                   | 2014                 |
| Diep in mijn hart                   | 2015                 |
| Droom met mij (polonaise versie)    | 2017                 |
| Ga met me mee                       | 2018                 |
| Word je ooit nog van mij            | 2018                 |
| Zijn het je ogen                    | 2019                 |
| Samen (ft. Donny Ponsen)            | 2019                 |
| Jij en ik (ft. Wouter Roos)         | 2020                 |
| Samen (kerstversie)                 | 2020                 |
| Bruine ogen (ft. Rinus Werrens)     | 2021                 |
| Heb het gehad met jou               | 2022                 |
| Ik zal geen traan meer om jou laten | 2022                 |
| Maar het is echt te laat            | 2023                 |
| Ik ben niet hip                     | 2023                 |

## Media
Ponsen deed samen met zijn gezin mee aan het EO-programma Waar doen ze het van?. Hierin wordt het gezin een half jaar gevolgd, waarin ze volledig inzicht geven in hun financiële situatie.

## Privé
Ponsen heeft een relatie met zijn vriendin Marga. Samen hebben zijn een dochter. Ponsen heeft ook een zoon uit een eerdere relatie. Het gezin is woonachtig in Nootdorp. Ponsen woont al zijn hele leven op een woonwagenkamp.